# Воробиевка (Дунаевецкий район)
Воробиевка (укр. Воробіївка) — село в Дунаевецком районе Хмельницкой области Украины.
Население по переписи 2001 года составляло 837 человек. Почтовый индекс — 32447. Телефонный код — 3858. Занимает площадь 2,027 км². Код КОАТУУ — 6821881501.

## Местный совет
32450, Хмельницкая обл., Дунаевецкий р-н, с. Воробиевка